# Владение
Владе́ние — одна из центральных категорий вещного права, различно интерпретировавшаяся в разные периоды и в различных правовых системах государств и стран.
Для классического римского права, пандектистики начиная с Савиньи и современного германского права владение — факт (фактическая власть над вещью), а не право. К природе владения как права склонялись в восточно-римских правовых школах.
В российском понимании владение выступает как одно из правомочий, составляющих право собственности (наряду с распоряжением и пользованием). В российском праве иногда рассматривается как самостоятельное вещное право (среди аргументов ст. 1181 ГК РФ), хотя современной российской цивилистикой право владения как самостоятельное вещное право часто отрицается
В отличие от юридической терминологии, в русском разговорном языке слово «владение» обычно является синонимом слова «собственность», а слово «владелец» в быту обычно используется как синоним слова «собственник».

## Способы осуществления владения
Владение обычно осуществляется расположением вещи в жилище владельца, на принадлежащей ему территории, в принадлежащих ему других вещах, в одежде, на теле или в руках владельца, сокрытием в неизвестном для посторонних месте. Другие способы осуществления владения включают в себя огораживание, прикрепление, запирание на замок, охрану лично владельцем или привлечёнными для этой цели лицами, нанесение или прикрепление надписей, меток, клеймение. Законное владение также охраняется государством.

## В римском праве
По мнению представителей немецкой школы юриспруденции (Савиньи и др.), в законодательстве Древнего Рима различается просто владение (possessio) и «телесное» владение, то есть фактическое обладание (corpus possidendi). А именно, в древнеримском праве владение — это фактическое обладание плюс намерение пользоваться вещью как своей. В частности, человек, получивший вещь на временное хранение и фактически обладающий ею (например, заперший её на замок), является не владельцем (possessor), а только фактическим обладателем, держателем (detentor). Как только фактический обладатель решает присвоить вещь или хотя бы использовать её для себя, он превращается во владельца, причём в незаконного (считалось, что он совершил кражу).
Однако, некоторые исследователи (например, Иеринг), считали, что в римском праве владение было эквивалентно фактическому обладанию .

## Пожизненное (наследуемое) владение
Пожизненное (наследуемое) владение — вещное право, включающее правомочия владения и пользования имуществом. Широко использовалось в феодальных отношениях, когда сюзерен передавал во владение вассалу часть принадлежащего ему имущества взамен на обязательство военной службы вассала (а при наследуемой форме, — и потомством вассала) у сюзерена также пожизненно (см. Дворянство).
В определенных случаях право пожизненного (наследуемого) владения могло включать также и правомочие распоряжения: вассал, одновременно являющийся сюзереном по отношению к своему вассалу также мог передавать последнему имущество на праве пожизненного (наследуемого) владения.
Простая пожизненная форма права владения отличается от наследуемой лишь тем, что соответствующее право может перейти к наследникам субъекта.
Право пожизненного наследуемого владения некоторое время присутствовало в Советском праве и в праве Российской Федерации в отношении прав на земельные участки. В Конституции СССР 1977 года (в редакции 1990 года) указано:

Для ведения крестьянского и личного подсобного хозяйства и других целей, предусмотренных законом, граждане вправе иметь земельные участки в пожизненном наследуемом владении, а также в пользовании. — Конституция СССР 1977 года, часть 3 статьи 11
Согласно современному Земельному кодексу Российской Федерации право пожизненного наследуемого владения земельным участком, приобретенное гражданином до введения в действие кодекса, сохраняется, однако предоставление земельных участков на праве пожизненного наследуемого владения более не допускается (Ст.21 ЗК РФ(с 1 марта 2015 года ст.20-21 утратили силу)).

## Временное владение
Под временным владением понимается осуществление правомочия владения имуществом, не связанное с переходом права собственности. Временное владение возникает в связи с передачей вещи на хранение, сдачей в аренду (вместе с правомочием пользования), передачей в ссуду (безвозмездное пользование) — вместе с правомочием пользования, в результате вручения вещи перевозчику или экспедитору, либо по иным основаниям, включая залог имущества (если владение переходит к залогодержателю), а также в результате хранения чужой вещи, полученной по ошибке или иному случайному основанию (например: ответственное хранение).

## Приобретение и утрата владения
Существует мнение, что владение приобретается через установление возможности непосредственно действовать на вещь и исключать воздействие других лиц. Правильнее взгляд, по которому акт приобретения владения должен создать видимость права собственности, т. е. ставить вещь в такое положение, в каком нормально находятся вещи у собственников. 
Охотник, поставивший капкан в лесу, приобретает владение пойманным животным; но тот же охотник, оставивший в лесу свое ружье или свою сумку с дичью, утрачивает владение ими. Землевладелец, вывезший навоз на поле, продолжает владеть навозом, но он утратит владение кошельком с деньгами, оставленным в таком же положении. В случае потери вещи владение утрачивается, если ее не принимаются искать, т. е. обнаруживают полное к ней равнодушие; утрачивается владение земельным участком, которым завладело другое лицо, если прежний владелец, узнав об этом, не принимает мер к восстановлению своего владения. 
В чём должно выражаться действие для приобретения владение — это вопрос факта: в одном случае достаточно сделать пометку, например, на выгруженных из вагона и сложенных у станции дровах; в другом достаточно получить ключи от магазина, чтобы сделаться владельцем сложенных в нем товаров; достаточно получить коносамент, чтобы приобрести владение товарами на корабле, находящемся в открытом море.  
Вообще же следует различать случаи приобретения первоначального, когда факт приобретения констатируется тем или другим действием (например, собственник земли, чтобы приобрести владение кладом, должен его вырыть), от случаев приобретения производного или путем гражданских сделок: здесь в факте совершения сделки может заключаться и приобретение владение одним и утрата владения другим. 

## Владельческая защита
Владельческая (поссессорная) защита означает, что судебная защита дается обладанию как таковому, другими словами — когда обладатель вещи охраняется судом от посягательств на его обладание только потому, что он обладает вещью, причем совершенно безразлично, почему или на каком основании он обладает. Судебная защита прочих вещных прав обусловлена наличностью какого-либо законного способа приобретения; например, для того, чтобы быть признанным собственником вещи, нужно доказать, что вещь приобретена одним из способов, которые по закону служат для приобретения права собственности. Наоборот, владелец защищается только потому, что он владелец, даже если его обладание возникло  незаконным путём. 
Статья 531 ч. 1, тома Х Свода законов Российской империи гласила: «всякое, даже и незаконное, владение охраняется правительством от насилия и самоуправства дотоле, пока имущество не будет присуждено другому и сделаны надлежащие, по закону, о передаче оного распоряжения».
Действующее российское законодательство не содержит норм, предусматривающих владельческую защиту, а предоставляет лишь возможность защищать фактических владельцев нормами защиты (самозащиты) вещных и обязательственных прав. В современной России беститульный (не имеющий право на вещь) владелец не может быть должным образом защищен от самоуправства третьих лиц и собственника, а может воспользоваться только п. 2 ст. 234 Гражданского кодекса РФ, при этом ему необходимо доказать добросовестность, открытость и непрерывность владения, что противоречит одному из важнейших свойств владельческой защиты — оперативности.